# رپید باس
رپید باس (انگلیسی: RapidBus) یک شبکه اتوبوس سریع‌السیر با عناصر سامانه اتوبوس تندرو در مترو ونکوور، بریتیش کلمبیا، کانادا است.